# Zniesienie niewolnictwa

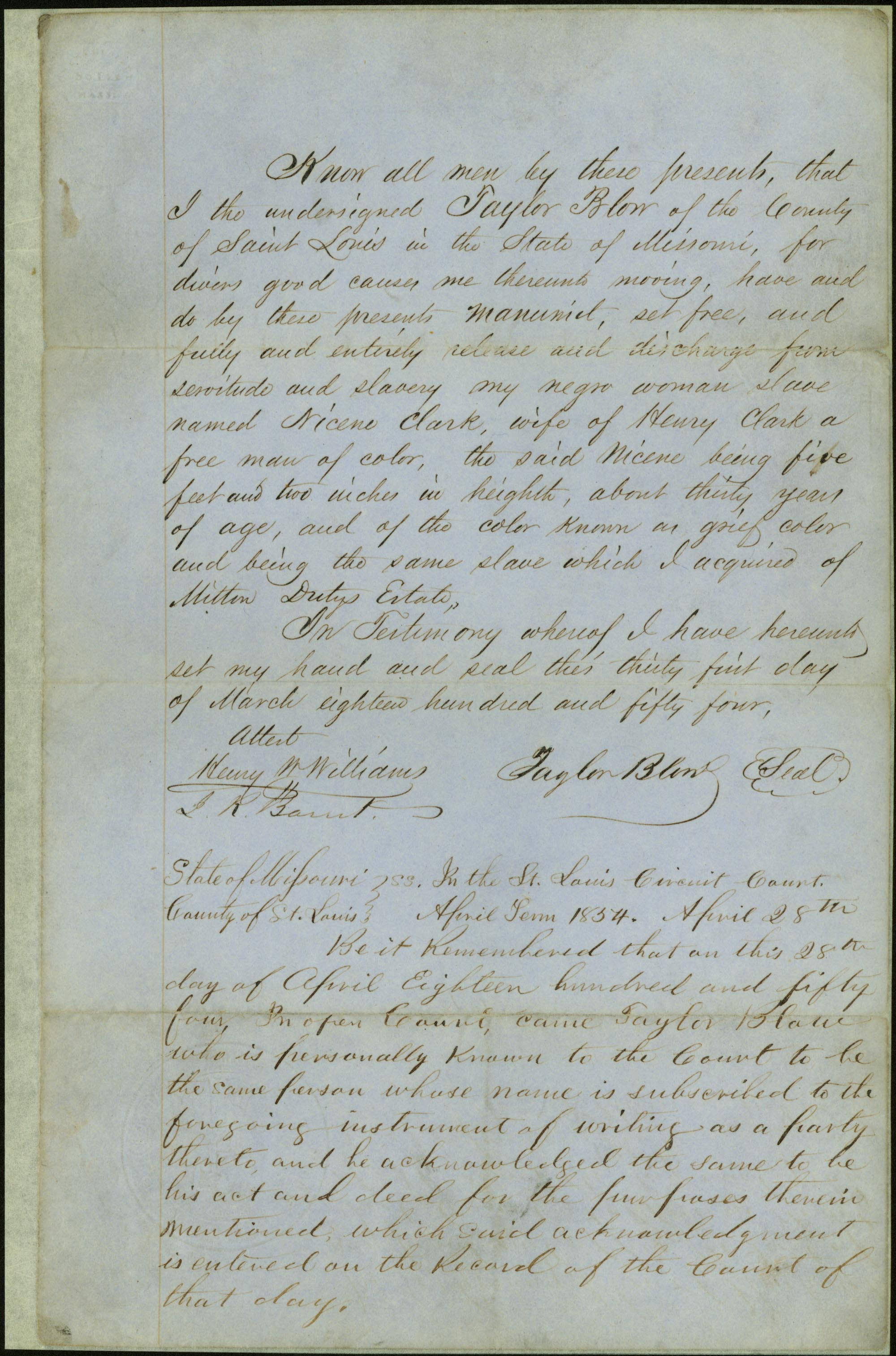
Akt uwolnienia niewolnicy z Missouri, 1854

Zniesienie niewolnictwa (rzadko manumisja z ang. manumission, od łac. manumisso; także: wyzwolenie niewolników, emancypacja niewolników) – w wąskim sensie: akt prawny znoszący niewolnictwo, w szerszym: proces społeczny do tego prowadzący.
Odpowiednie prawa umożliwiające zniesienie niewolnictwa (w indywidualnych przypadkach, czyli wyzwalające niewolnika) istniały w większości społeczeństw z systemem niewolniczym, m.in. w starożytnej Grecji i starożytnym Rzymie. W czasach współczesnych termin odnosi się do zniesienia niewolnictwa w cywilizacji zachodniej. W 1823 niewolnictwo zniesiono w Chile, w 1829 w Meksyku. W 1833 Wielka Brytania uchwaliła zniesienie niewolnictwa w imperium brytyjskim. Następnie uczyniła to Francja (1848) i Peru (1854). W Stanach Zjednoczonych nastąpiło to w wyniku wojny secesyjnej (1863 Proklamacja Emancypacji, 1865 13. poprawka do konstytucji). Brazylia była ostatnim państwem Ameryki Łacińskiej znoszącym niewolnictwo (1888).
W XX w. likwidacja niewolnictwa stała się przedmiotem umów i praw międzynarodowych, m.in. sponsorowanych przez Ligę Narodów (Konwencja w sprawie niewolnictwa podpisana w Genewie 25 września 1926), później ONZ.